# Hiroki Yamada
Hiroki Yamada (山田 大記 Yamada Hiroki?,  Hamamatsu, Shizuoka, 27 de diciembre de 1988) es un exfutbolista japonés que jugaba como centrocampista.
En 2013 jugó dos veces para la selección de fútbol de Japón. Fue elegido para integrar la selección nacional de Japón para los Campeonato de Fútbol del Este de Asia 2013.

## Trayectoria

### Clubes
| Club          | País     | Año       |
| ------------- | -------- | --------- |
| Júbilo Iwata  | Japón    | 2011-2014 |
| Karlsruher SC | Alemania | 2014-2017 |
| Júbilo Iwata  | Japón    | 2017-2024 |

### Selección nacional
| Selección | País  | Año  |
| --------- | ----- | ---- |
| Absoluta  | Japón | 2013 |

## Estadística de equipo nacional
| Selección de Japón | Selección de Japón | Selección de Japón |
| Año                | Part.              | Goles              |
| ------------------ | ------------------ | ------------------ |
| 2013               | 2                  | 0                  |
| Total              | 2                  | 0                  |